# Polystar
Polystar (ポリスター) est un label de musique japonais créé en 1980, appartenant à la compagnie Universal Music Group. Il a notamment sorti les disques de Wink.
Polystar est également distribué en Allemagne (depuis 1981), par les compagnies suivantes :
- 1993-2001 - Polymedia Marketing Group GmbH
- 2001-2003 - Universal Marketing Group GmbH
- Depuis 2004 - Universal Strategic Marketing

## Liens
- (ja) Site officiel